# Miniszterelnöki Hivatal

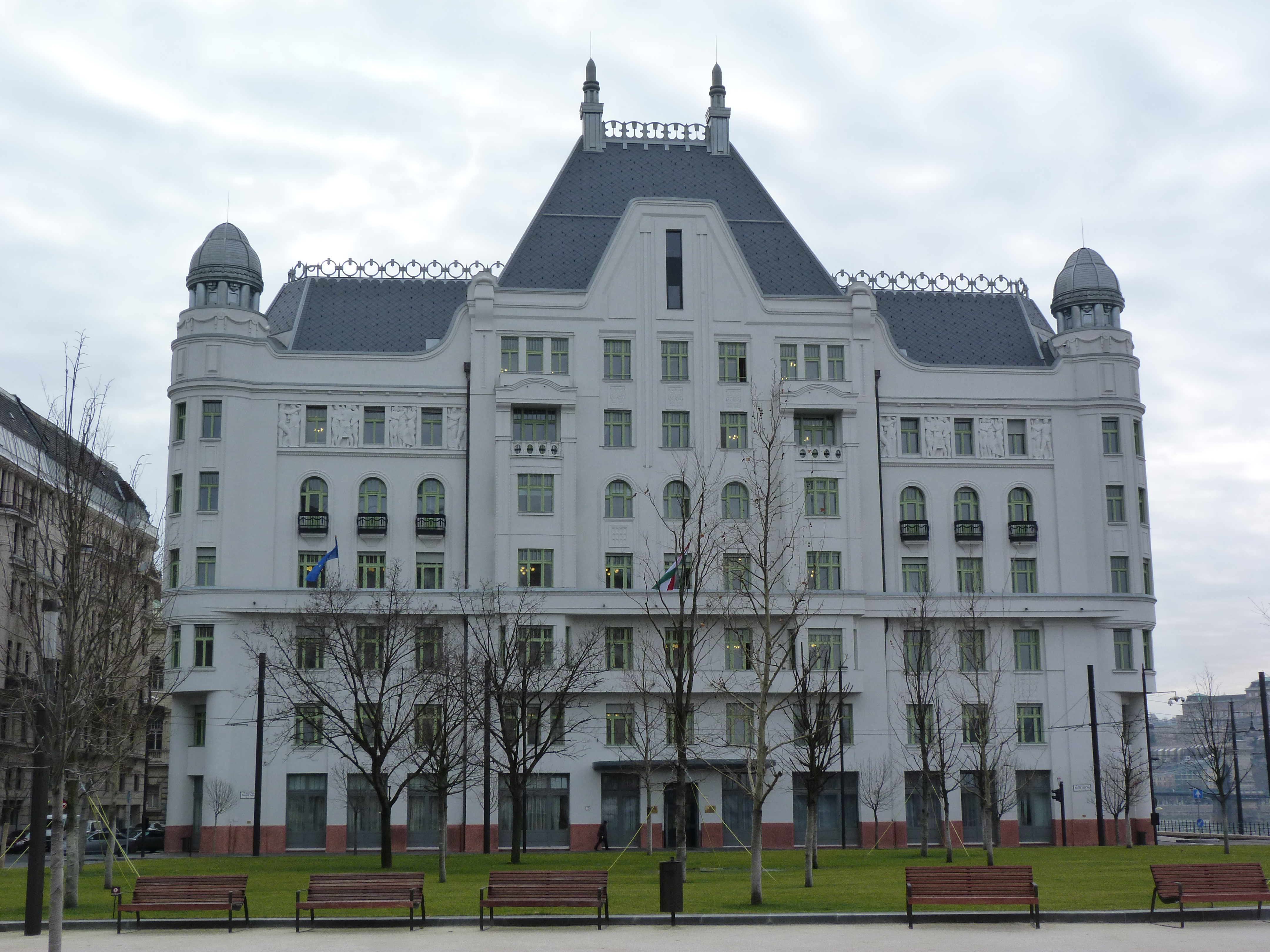
Az egykori Miniszterelnöki Hivatal illetve a mai Miniszterelnökség épülete, V. kerület, Kossuth Lajos tér 2-4. - 2015

A Miniszterelnöki Hivatal (röviden MeH) – az Antall-kormány megalakulásától a második Orbán-kormány megalakulásáig – a kormány legfőbb hivatali szerve volt. A Hivatal a kormány, a miniszterelnök, a tárca nélküli miniszterek, a kormánybizottságok, a kormányszóvivők, a kormánybiztosok és titkárságaik munkaszervezeteként működött. Jogutódja 2010. május 29-étől a Közigazgatási és Igazságügyi Minisztérium, amelyből később kivált a miniszterelnök munkaszervezete, a Miniszterelnökség.

## A MeH lehetséges típusai, története
A Miniszterelnöki Hivatal, vagy az annak megfelelő, de más elnevezésű szervezet alapvetően két típusú lehet, funkcióját és szervezetét tekintve. A választott megoldás függ az éppen alkalmazott kormányformától, a kormány összetételétől (koalíciós-e), valamint az adott ország tradícióitól.
- Titkársági típusú modell: ebben az esetben a miniszterelnök hivatala csak a kormány titkársági feladatait, a kormányülések előkészítését és az ott született döntések végrehajtásának szervezését, ellenőrzését látja el. A titkársági típusú hivatal vezetése nem is igényel politikai jártasságot, a pozíciót egy vezető köztisztviselő (főtitkár, szakállamtitkár, igazgatási miniszterhelyettes) tölti be.
- Kancellária típusú modell: a miniszterelnök hivatala a kormányzat egész működésének koordinálásáért felelős, ellátja a kormányzás szempontjából kiemelt jelentőségű ágazati feladatok irányítását is. A kancellária élére politikailag motivált személy való (miniszter, politikai államtitkár).

Magyarországon 1867-ben létesítettek Miniszterelnökséget a kormányzás politikai és gazdasági feladatainak ellátására, és a mintegy 50 neki alárendelt központi szerv irányítására. A hivatalt egy kormánytól független szakember vezette. 1953-tól a rendszerváltásig a titkársági típusú modell volt a jellemző, elnevezése a Minisztertanács Titkársága volt, 1988-tól a Minisztertanács Hivatala. A rendszerváltást követően a magasabb koordinációs jogkörű és politikailag jobban motivált kancellária típus valósult meg.
A második Orbán-kormány megalakulásától kezdődően a kormányzati koordináció és a Kormány működésével összefüggő titkársági feladatok is a Közigazgatási és Igazságügyi Minisztériumhoz kerültek, amely azonban emellett számos ágazati feladatot is ellát. A Miniszterelnökség lényegében a Miniszterelnöki Kabinetiroda szerepét veszi át.

### Vezetői
A Minisztertanács Titkárságának vezetője
- 1954 – 1955: Vas Zoltán
- 1956 – 1959: Olt Károly
- 1976 – 1982: Varga József
- 1983 – 1985: Mónus Lajos
- 1985 – 1988: Raft Miklós

A Minisztertanács Hivatalának elnöke, államtitkár
- 1988 – 1989: Raft Miklós
- 1989. december 20. – 1990. május 31.: Kiss Elemér

Közigazgatási államtitkárként
- 1990. május 31. – 1994. július 15.: Kajdi József
- 1994. július 15. – 1998. július 6.: Kiss Elemér

Miniszterként
- 1998. július 8. – 2002. május 27.: Stumpf István
- 2002. május 27. – 2003. február 21.: Kiss Elemér
- 2003. február 21. – 2003. március 2.: Szekeres Imre (ideiglenesen)
- 2003. március 3. – 2006. június 9.: Kiss Péter
- 2006. június 9. – 2007. június 30.: Szilvásy György
- 2007. július 1. – 2009. április 16.: Kiss Péter
- 2009. április 16. – 2010. május 29.: Molnár Csaba

A miniszter irányítása alatt működő államtitkárként
- 1998. július 9. - 2002. május 24.: Bártfai Béla közigazgatási államtitkár
- 2002. május 27. - 2003. február 28.: Zsuffa István közigazgatási államtitkár
- 2003. március 1. - 2006. június 30.: Pulay Gyula közigazgatási államtitkár
- 2006. július 1. - 2008. február 17.: Gilyán György a kormányzati munka stratégiai irányítását ellátó államtitkár
- 2008. február 18. - 2010. május 29.: Tordai Csaba jogi és közigazgatási államtitkár

## A MeH vezetése, működése, munkatársai
A Miniszterelnöki Hivatal vezetőjének jogállását az határozza meg, hogy az adott kormány milyen jogköröket, fő feladatokat tűz ki a Hivatal számára. 1998 után a szervezet politikai funkciója felértékelődött, ezért a szervezet élére egészen annak 2010-es megszűnéséig politikus minisztert neveztek ki, noha a kormányzati igazgatás összehangolásában a miniszter irányítása alatt működő, közigazgatási szakemberként kinevezett államtitkárnak jelentős szerepe volt. Az utolsó Miniszterelnöki Hivatalt vezető miniszter Molnár Csaba volt, aki a Bajnai-kormányban töltötte be ezt a tisztséget.
A MeH belső működése alapján osztálytagozódású, személyi állománya igazgatási szakemberekből, döntően jogász végzettségű, de más szakképesítéssel rendelkező, magasan kvalifikált munkatársakból állt.

## A MeH feladatai
A Hivatalon belül a Kormányiroda látja el a kormánytitkársági feladatokat, így a kormányzati döntések előkészítését és a végrehajtás ellenőrzését. A Miniszterelnöki Hivatal szakmai munkájának színvonala jelentős hatással bír a kormányzati döntések minőségére, és a kormány ügyrendszerű (szabályos) működésére. A MeH funkcióit az alábbiak szerint lehet összefoglalni:
- A kormány testületi működésével összefüggő hatáskör: kormány és az államtitkárok testületi munkájának előkészítése, a működésükkel kapcsolatos és az általuk hozott döntések végrehajtásával kapcsolatos feladatok (kormányülések előkészítése, a napirendi pontok összeállítása, jegyzőkönyvezése, a kormány munkatervének tervezése),
- A kormány információs rendszerének működtetése: (például a lakosság tájékoztatása fizetett hirdetésekben),
- A kormány és az országgyűlés, országgyűlési bizottságok közötti kommunikációval és együttműködéssel kapcsolatos feladatok
- A jogszabályok előkészítésével és kihirdetésével kapcsolatos feladatok: miniszterelnöki rendeletek és kormányrendeletek kidolgozása, megszövegezése és végrehajtásuk ellenőrzése.

## Külső hivatkozások
- A Közigazgatási és Igazságügyi Minisztérium honlapja
- Kormányzati Portál
- 148/2002. (VII. 1.) Korm. rendelet a Miniszterelnöki Hivatalról